# القائمة السوداء

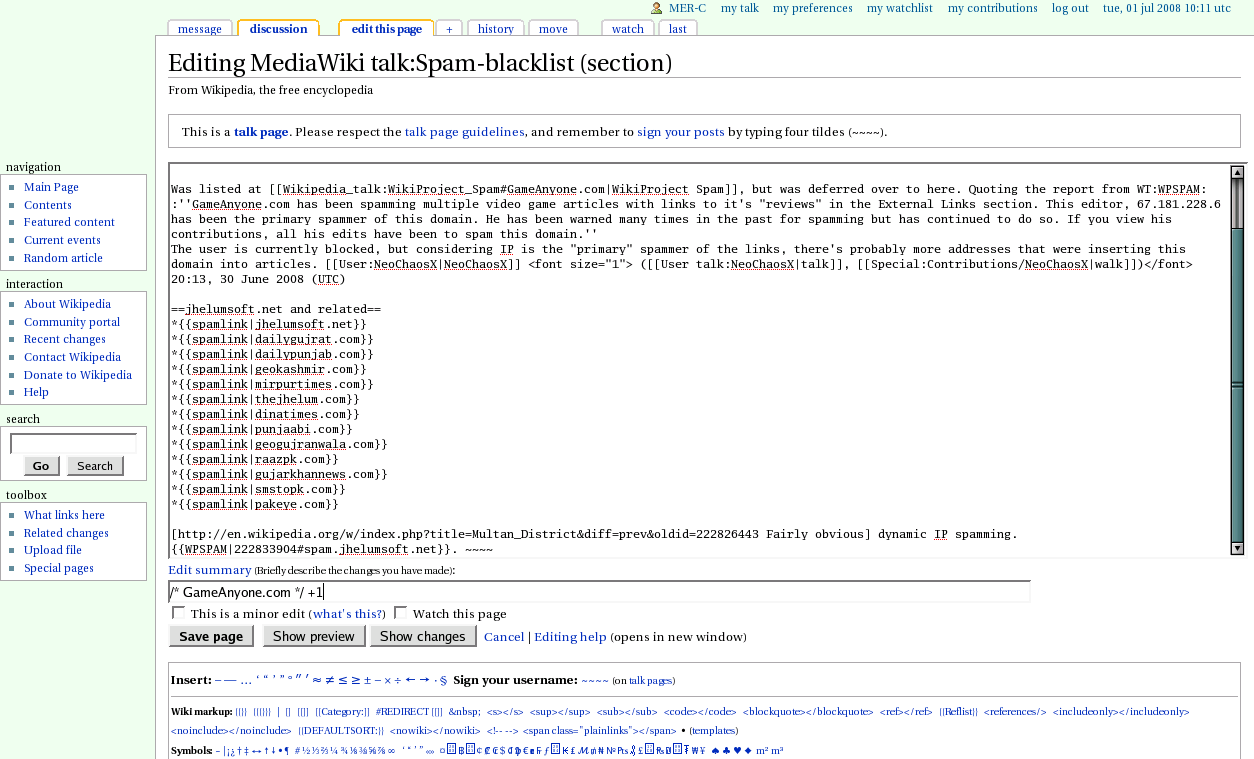

القائمة السوداء (بالإنجليزية: Black List)‏، هو تعبير يُشار به إلى تلك القائمة من الأشخاص أو البلدان أو الكيانات أو المنظمات التي وجب نبذُها ومنعها من ممارسة نشاطٍ ما في بلدٍ معيَّن أو مجموعة بلدان، إشارة إلى خطرها أو إلى عدم الثقة بها.
الحكومة أو الهيئات الاستخباراتية هي من تقوم غالبًا بإصدار القوائم السوداء. ويتداولها أصحاب الأعمال ويدوِّنون فيها أسماء العمَّال غير المرغوب فيهم، وقد تكون على عكس ذلك، أي قائمة تصدرها نقابات العمَّال بأسماء أصحاب الأعمال الذي يستغلون العمَّال.